# Meiosimyza supraorientalis
Meiosimyza supraorientalis är en tvåvingeart som beskrevs av Papp 1984. Meiosimyza supraorientalis ingår i släktet Meiosimyza och familjen lövflugor. Inga underarter finns listade i Catalogue of Life.